# Blauwverlaat
Blauwverlaat (Fries: Blauforlaet) is een buurtschap in de gemeente Achtkarspelen, in de Nederlandse provincie Friesland.
Het ligt tussen Buitenpost en Augustinusga, waaronder het ook formeel valt. De kern van de buurtschap is gelegen aan westzijde van de brug over het Prinses Margrietkanaal dat onderdeel is van de N358. De brug heeft een hoogte van 7,3 meter en een breedte van 16 meter. In het begin van de 21ste eeuw heeft er veel gentrificatie plaatsgevonden in de buurtschap.
In het Fries kende de plaats lang geen vaste spelling, zo komen onder meer ook Blaufallaat en Blaufellaat voor maar in 2016 stelde de gemeente de officiële spelling Blauforlaet vast.

## Geschiedenis
De naam Blauwverlaat komt ofwel van de blauwgeverfde schutsluis (verlaat) of van een blauwgeverfd huisje dat naast het verlaat stond. De sluis lag in het Kolonelsdiep (sinds 1955 onderdeel van het Prinses Margrietkanaal) en werd in 1797 opgeruimd. Blauwverlaat vormde vroeger een wisselplaats. Van Groningen tot Blauwverlaat werden de trekschuiten voortgetrokken door paarden en richting Friesland werden ze voortgetrokken door sleepboten.
Een bekend onderdeel van de buurtschap is café Blauwverlaat (oorspronkelijk Herberg Affaire). Reeds in 1749 stond er een gebouw op de plek van het café, waar toen een veenbaas en een boerenbedrijf was gevestigd. In 1882 werd een drankvergunning voor sterke drank voor de voorkamer van het pand afgegeven, maar al enkele decennia eerder werd er drank geschonken, waarmee de kroeg dus feitelijk al iets langer bestond. Rond 1900 bestond de buurtschap uit een aantal huizen, boerderijen, een brug- en sluiswachterswoning, het café en een bakkerij. In 2007 werd het café na teruglopende klandizie gesloten.
Vanaf de jaren 1930 werd gewerkt aan een betere vaarverbinding tussen Stroobos de Lemmer. De draaibrug over het kanaal werd daarop in 1939 vervangen door een hefbrug. Tijdens de Tweede Wereldoorlog werd de brug op 14 april 1945 door middel van een verrassingsaanval veroverd door Friese verzetsstrijders van de NBS om deze zo te sparen voor de oprukkende Canadezen. In 1956 werd ter herinnering hieraan een herdenkingsmonument geplaatst bij Blauwverlaat. De hefbrug bleek niet handig voor de scheepsbouw. Zo moest in 1961 het tussenstuk met kranen eruit getild worden om de pas op scheepswerf Barkmeijer gebouwde coaster Azolla doorgang te verlenen en moest in 1981 het dekhuis van handelsvaartuig Roelof Holwerda over de brug worden getild om deze erna weer op het onderstuk te monteren. In 1984 werd de huidige basculebrug gebouwd. De brugwachterswoning werd toen gesloopt.
Na de Tweede Wereldoorlog werd ten zuiden van het kanaal bedrijventerrein Blauwverlaat aangelegd. Het bedrijventerrein bevat een insteekhaven, een bedrijf dat kunststof kozijnen verkoopt en een bedrijf dat handelt in grind, sierbestrating en decoratief beton.

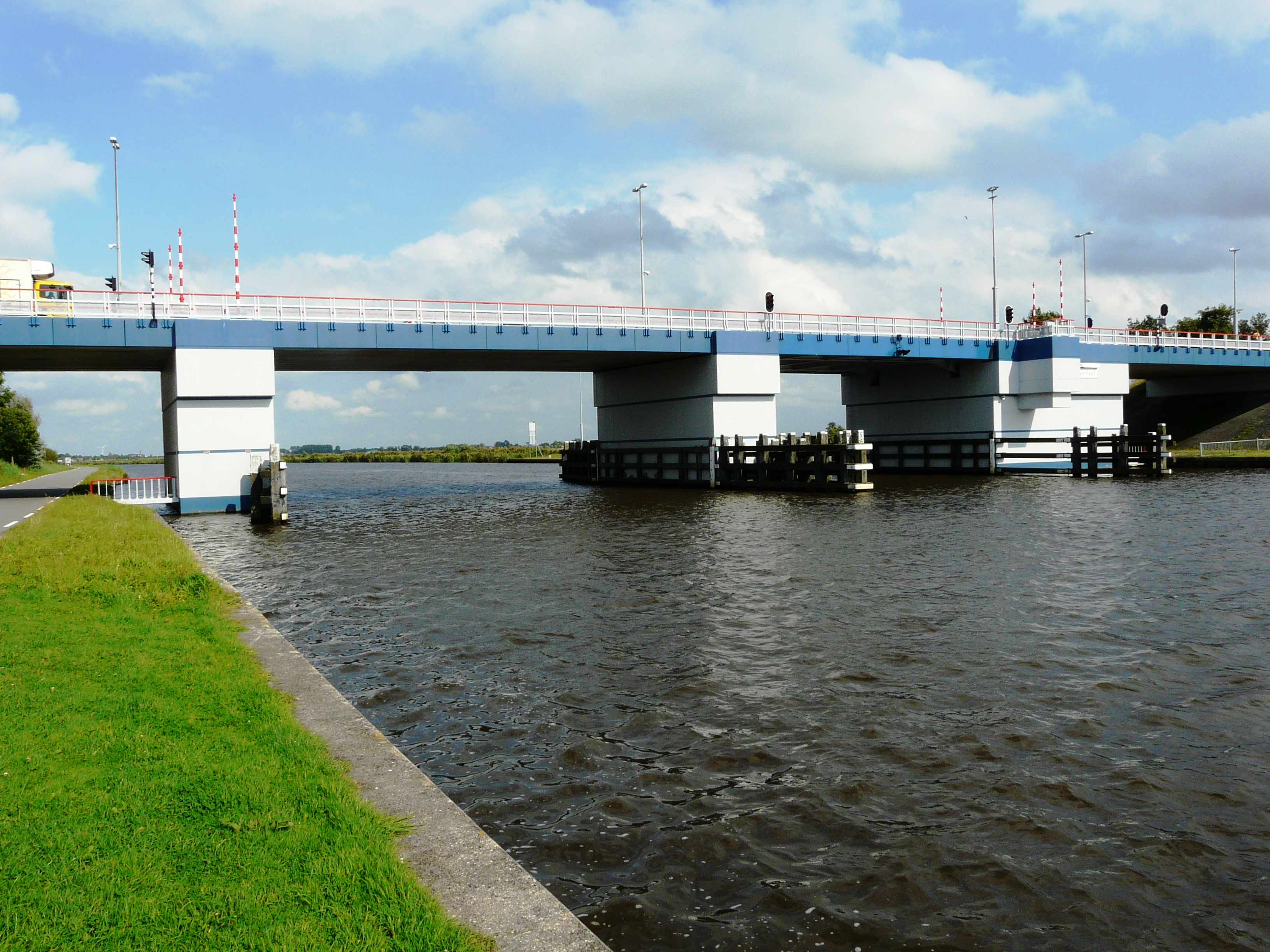
Brug over het Prinses Margrietkanaal bij Blauwverlaat
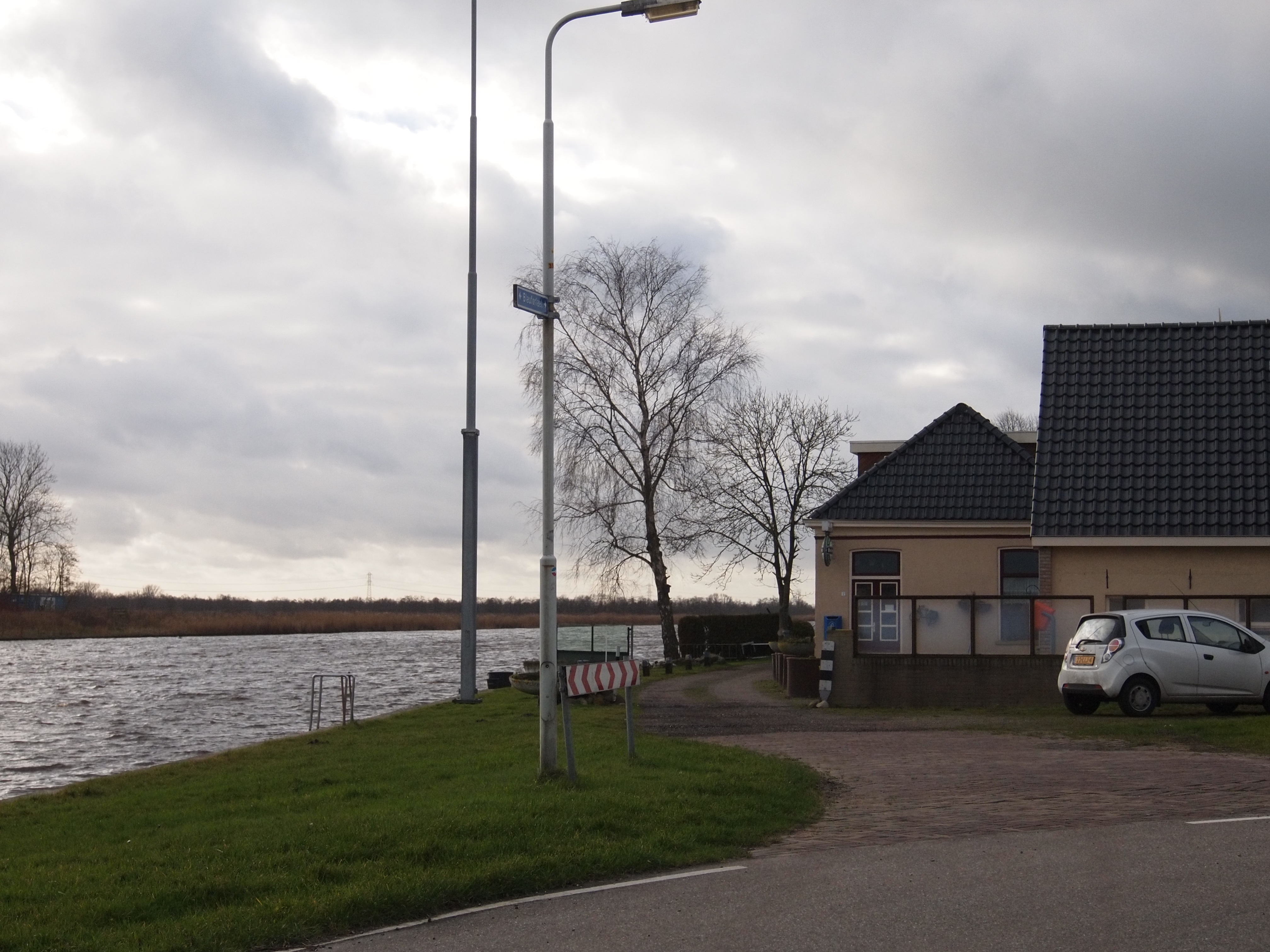
Café aan het Prinses Margrietkanaal